# Lepidobotryaceae
Lepidobotryaceae, malena biljna porodica iz reda Celastrales, koja se sastoji od dva roda, svaka s jednom vrstom. Rod po kojoj je porodica dobila ime raširen je u tropskoj Africi:  	Nigerija, Kamerun, Ekvatorijalna Gvineja, Gabon, Kongo (Brazzaville), D.R.Kongo (Zaire), Srednjoafrička Republika. Drugi rod Ruptiliocarpon raširen je po tropkoj Americi: Kostarika, Kolumbija (Antioquia, Valle), Nikaragva, Panama, Surinam, Ekvador, Peru. 

## Opis
Lepidobotryaceae je mala porodica od dva roda i dvije ili tri vrste drveća, Lepidobotrys staudtii je poznat iz istočne Afrike, a Ruptiliocarpon caracolito raste u Srednjoj i Južnoj Americi. Imaju jednostavne dvostruke listove koji su spojeni na dnu oštrice i imaju male parne lisnate strukture ili stipele, kao i obične stipule na mjestima gdje se list spaja sa stabljikom. Čini se da cvat nastaje nasuprot lišću. Cvjetovi su mali, muški i ženski cvjetovi rađaju se na različitim biljkama. Čašični listovi i latice su slobodni, a 10 prašnika spojeno je na dnu. Stijenka ploda ima sloj s karakterističnim radijalnim vlaknima koja se odvajaju od rožnatog unutarnjeg sloja.

## Rodovi i vrste
1. Genus Lepidobotrys Engl.
  1. Lepidobotrys staudtii Engl.
2. Genus Ruptiliocarpon Hammel & N. Zamora
  1. Ruptiliocarpon caracolito Hammel & N. Zamora